# چاینا کوسکو
چاینا کوسکو (به چینی: 中国远洋控股股份有限公司) شرکت ترابری دریایی چینی است، که در زمینه ارائه خدمات کشتی‌رانی، لیزینگ کشتی، خدمات لجستیکی و خدمات بندر داری فعالیت می‌کند. 
شرکت چاینا کوسکو در سال ۲۰۰۵ توسط شرکت کوسکو تأسیس شد و در سال ۲۰۱۳ با درآمدی بالغ بر ۱۰ میلیارد دلار، در فهرست فوربز جهانی ۲۰۰۰ رتبه ۱٬۲۸۲ از بزرگ‌ترین شرکت‌های جهان را به خود اختصاص داد.
دفتر مرکزی این شرکت در شهر تیانجین قرار دارد و بخشی از سهام آن در بازارهای بورس اوراق بهادار هنگ کنگ، بورس تایوان و بورس شانگهای معامله می‌شود.